# دوري لاوس لكرة القدم 1993
دوري لاوس لكرة القدم 1993 هو موسم من دوري لاوس لكرة القدم. فاز فيه Lao Army F.C. ‏.